# Кресен Рошфор
Кресен Рошфор (фр. Cressin-Rochefort) је насељено место у Француској у региону Рона-Алпи, у департману Ен (Рона-Алпи).
По подацима из 2011. године у општини је живело 376 становника, а густина насељености је износила 47,41 становника/km².

## Демографија
| 1962. | 1968. | 1975. | 1982. | 1990. | 2011. |
| ----- | ----- | ----- | ----- | ----- | ----- |
| 183   | 166   | 179   | 216   | 250   | 376   |